# Borborema (Paraíba)

Borborema  este un oraș în Paraíba (PB), Brazilia.